# Ocelot nadrzewny
Ocelot nadrzewny, margaj (Leopardus wiedii) – gatunek drapieżnego ssaka z podrodziny kotów (Felinae) w obrębie rodziny kotowatych (Felidae). Mniejszy od ocelota wielkiego, osiąga do 79,2 cm długości głowy i tułowia, ogon do 51,8 cm. Waży od 2,3 do 4,9 kg. Grube i miękkie futro barwy od szarej do cynamonowej zdobią plamki barwy ciemnego brązu czy też czerni, brzuch biały. Zwierzę wiedzie samotny tryb życia w lasach Ameryki Środkowej i Południowej. Jest lepiej przystosowany do nadrzewnego życia niż inne oceloty, aczkolwiek poluje najczęściej na ziemi, głównie na małe ssaki. Nie poznano dobrze rozrodu, samica rodzi najczęściej jedno kocię. Pomimo objęcia gatunku ochroną polowania – głównie celem pozyskania skór – nie ustały.

## Budowa

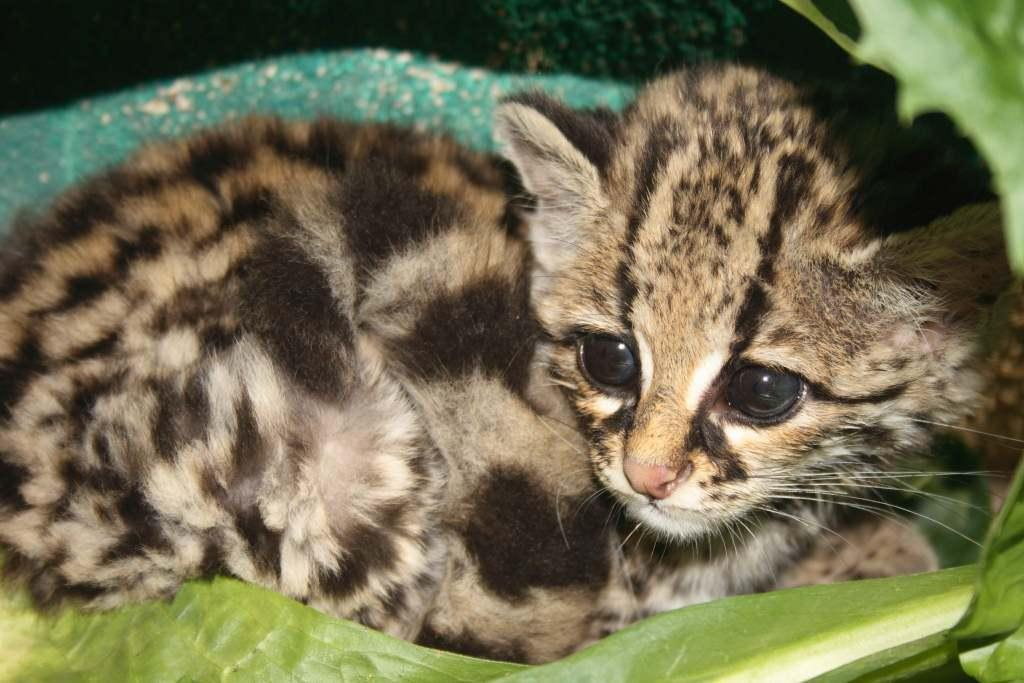
Ocelot nadrzewny ma cętkowane futro

Długość głowy i ciała ocelota nadrzewnego wynosi pomiędzy 42,5 a 79,2 cm. Natomiast ogon mierzy od 30 do 51,8 cm. W efekcie margaj jest mniejszy od ocelota wielkiego, ale ma od niego dłuższy ogon. Masa ciała margaja wynosi od 2,3 do 4,9 kg, przeciętnie 3,3 kg, a więc mniej od ważącego do ponad 11 kg ocelota wielkiego. Nie stwierdza się istotnych różnic pomiędzy wielkością samców i samic ocelota nadrzewnego.
Autorzy opisują zwierzę jako niewielkiego kota o długim ogonie i lekkiej budowie. 
Ciało zwierzęcia pokrywa grube i miękkie futro. Na grzbiecie jest barwy od szarej do cynamonowej, zdobione plamkami barwy ciemnego brązu czy też czerni, otwartymi jak i ciągłymi, a także podłużnymi paska. Z kolei brzuch zwierzęcia jest biały. 
Głowa ocelota nadrzewnego jest krótsza i bardziej zaokrąglona niż u ocelota wielkiego. Zwracają uwagę duże, wyłupiaste oczy. Uszy są z tyłu czarne, pośrodku ozdobione białą plamką, podobnie jak u ocelota wielkiego.
Długi, bujny ogon osiąga jakieś 70% długości głowy i ciała zwierzęcia. Ogon ten zdobią ciemne pierścienie w liczbie 12. Koniec ogona jest czarny. 
Duże łapy kończą się ruchomymi palcami. Kotowate znane są z dużych, chowanych w pochewkach pazurów.

## Systematyka

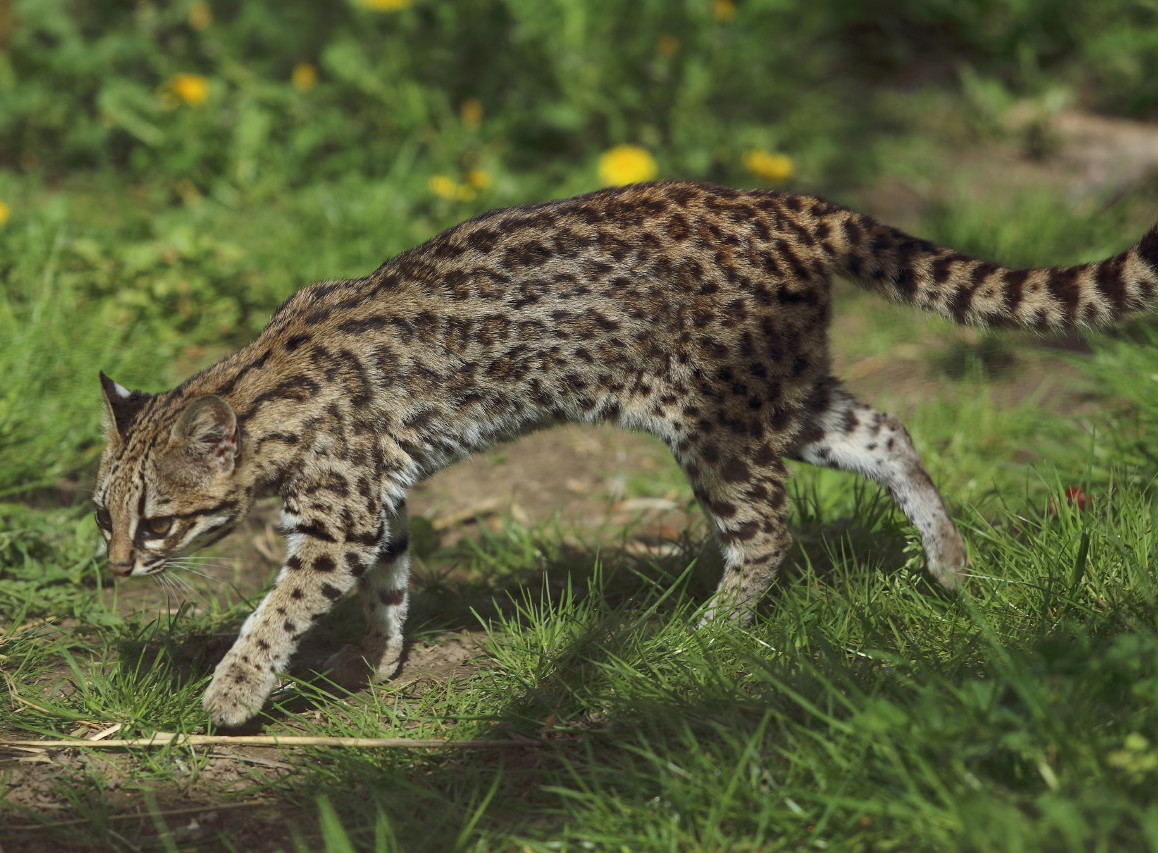
Ocelota nadrzewnego uważano za jeden gatunek z ocelotem tygrysim

Gatunek po raz pierwszy zgodnie z zasadami nazewnictwa binominalnego opisał w 1821 roku szwajcarski przyrodnik Heinrich Rudolf Schinz, nadając mu nazwę Felis wiedii. Holotyp pochodził z Morro de Arará, nad rzeką Mucuri, w stanie Bahia, w Brazylii.
Gatunek należy do rodzaju ocelot, obejmującego jeszcze kilka innych gatunków, przykładowo ocelot wielki czy ocelot tygrysi. Rodzaj ten zaliczany jest do podrodziny kotów, jednej z dwóch obecnych podrodzin w rodzinie kotowatych.
Czasami uważany za jeden gatunek z L. tigrinus, ale nie jest to poparte analizami molekularnymi i morfologicznymi. Tradycyjnie rozpoznaje się do dwunastu podgatunków, ale niedawna analiza morfometryczna sugeruje, że istnieje tylko ograniczona zmienność między populacjami L. wiedii. Autorzy Illustrated Checklist of the Mammals of the World rozpoznają trzy podgatunki.

### Etymologia
- Leopardus: gr. λεοπαρδος leopardos „lampart, pantera”[31].
- wiedii: Maximilian zu Wied-Neuwied (1782–1867), niemiecki odkrywca, przyrodnik[32].
- glauculus: gr. γλαυκος glaukos „niebiesko-szary”[33].
- vigens: łac. vigens, vigentis „pełen życia, kwitnący”[33].

## Tryb życia

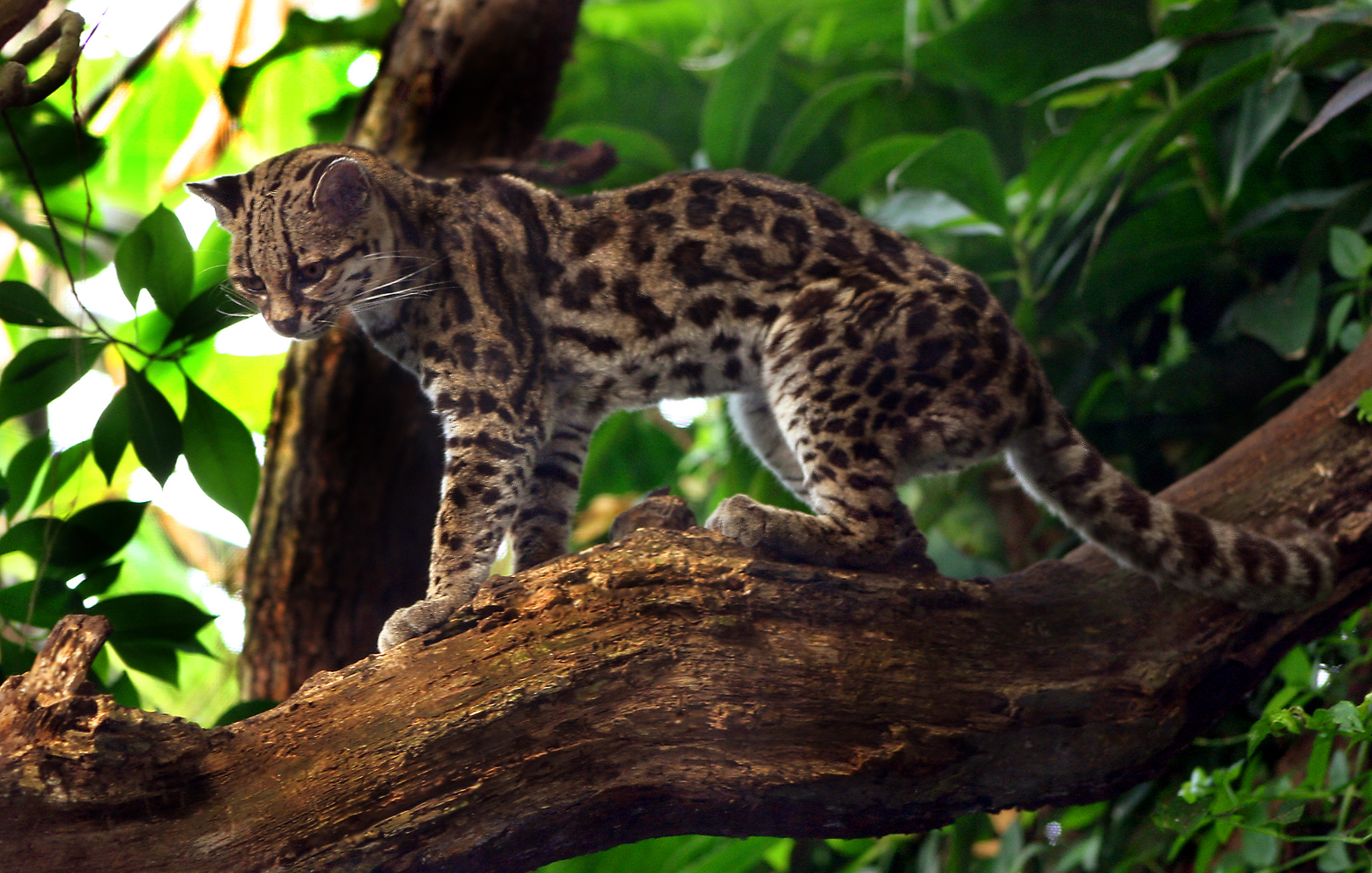
Ocelot nadrzewny, jak sugeruje jego polskojęzyczna nazwa, wiedzie nadrzewny tryb życia

Ocelot nadrzewny poluje na nadrzewną bądź wspinającą się, nocną zdobycz, wobec czego sam wieść powinien nadrzewny tryb życia. Poluje jednak częściej na ziemi, na drzewach zaś odpoczywa. Istotnie aktywność jego przypada na zmierzch i noc, aczkolwiek pojedyncze doniesienia podają aktywność za dnia. Świetnie się wspina i skacze, z łatwością schodzi z pnia drzewa głową w dół. Zaadaptował się do życia nadrzewnego lepiej niż inne kotowate. Jest bardzo zwinny. Pomagają mu we wspinaczce zdolne do pronacji i supinacji stopy. Dzięki nim trzyma się podłoża, z kolei szeroka miękka stopa ułatwia mu zarówno skakanie, jak i chwytanie podłoża. W niewoli odnotowano 2 szczyty aktywności zwierzęcia: pierwszy pomiędzy godziną pierwszą a drugą w nocy i kolejny pomiędzy czwartą a piątą. Badania radioodbiornikami również wskazują na nocny tryb życia, aczkolwiek nie wszystkie: samiec z południowej Brazylii aktywny był zarówno w dzień, jak i w nocy. Uważa się jednak, że dnie spędza margaj raczej odpoczywając wśród drzew czy też wśród pnączy, a nawet na palmach.
Margaj tryb życia wiedzie samotny, jak i większość kotowatych. Występuje rzadziej jeszcze od ocelota wielkiego. Pojedyncze badania zajmowanych terenów dały wyniki 11 i 15,9 km². Zbadany samiec w Belize przemierzał w ciągu dnia średnio 6 km. Terytorium pewnie mieści się w przedziale od 1 do 20 km².
Rozród ocelota nadrzewnego nie został dobrze zbadany, a większość dostępnych informacji pochodzi z obserwacji zwierząt trzymanych w niewoli, niezbyt liczebnych. Długość cyklu miesięcznego wynosi pomiędzy 30 a 36 dni, na co przypada od 4 do 10 dni rui. Samica kopuluje z samcem, po czym zachodzi w ciążę trwającą pomiędzy 76 a 84 dni, a więc dłuższej niż w przypadku większości małych kotów. Przykładowo u ocelota chilijskiego trwa ona 70–78 dni. U znacznie większego ocelota wielkiego jest to od 79 do 82 dni. Po ciąży samica wydaje na świat najczęściej pojedynczego noworodka, rzadko dwa. Średnia wynosi 1,09. Masa urodzeniowa wynosi zwykle pomiędzy 85 a 125 g, aczkolwiek zanotowano wartości odstające 163 i 170 g. Kocię włącza pokarm stały w wieku od 7 do 8 tygodni. Kiedy ma 8–10 miesięcy, osiąga wielkość prawie dorosłego margaja. Samica może wejść w ruję w wieku 6–10 miesięcy, aczkolwiek dojrzałość płciowa najczęściej osiągana jest w wieku 2 lat. Długość pokolenia wynosi 6 lat.

## Rozmieszczenie geograficzne

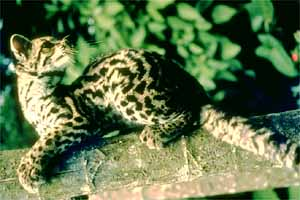
W Kostaryce zamieszkuje L. wiedii glauculus

Ocelot nadrzewny występuje w Ameryce, zamieszkując w zależności od podgatunku:
- L. wiedii wiedii – Brazylia na południe od Amazonki do północnej Argentyny, w tym Peru, Boliwia, Urugwaj i Paragwaj.
- L. wiedii glauculus – Meksyk przez Amerykę Środkową; dawniej na północ do południowego Teksasu (Stany Zjednoczone), ale teraz tam wymarły[29] (IUCN uważa występowanie ocelota nadrzewnego w USA za niepewne[22]).
- L. wiedii vigens – północna Ameryka Południowa od Kolumbii po Gujanę i Brazylię na północ od Amazonki[29].

Zwierzę żyje na wysokości od poziomu morza do 1500 m. Jednakowoż rzadko osięga wysokość 1200 m nad poziomem morza, która to wysokość wyznacza górną granicę zasięgu ocelota wielkiego. Wyżej żyją inne gatunki ocelotów, jak ocelot andyjski, ocelot pampasowy czy ocelot tygrysi.

## Ekologia

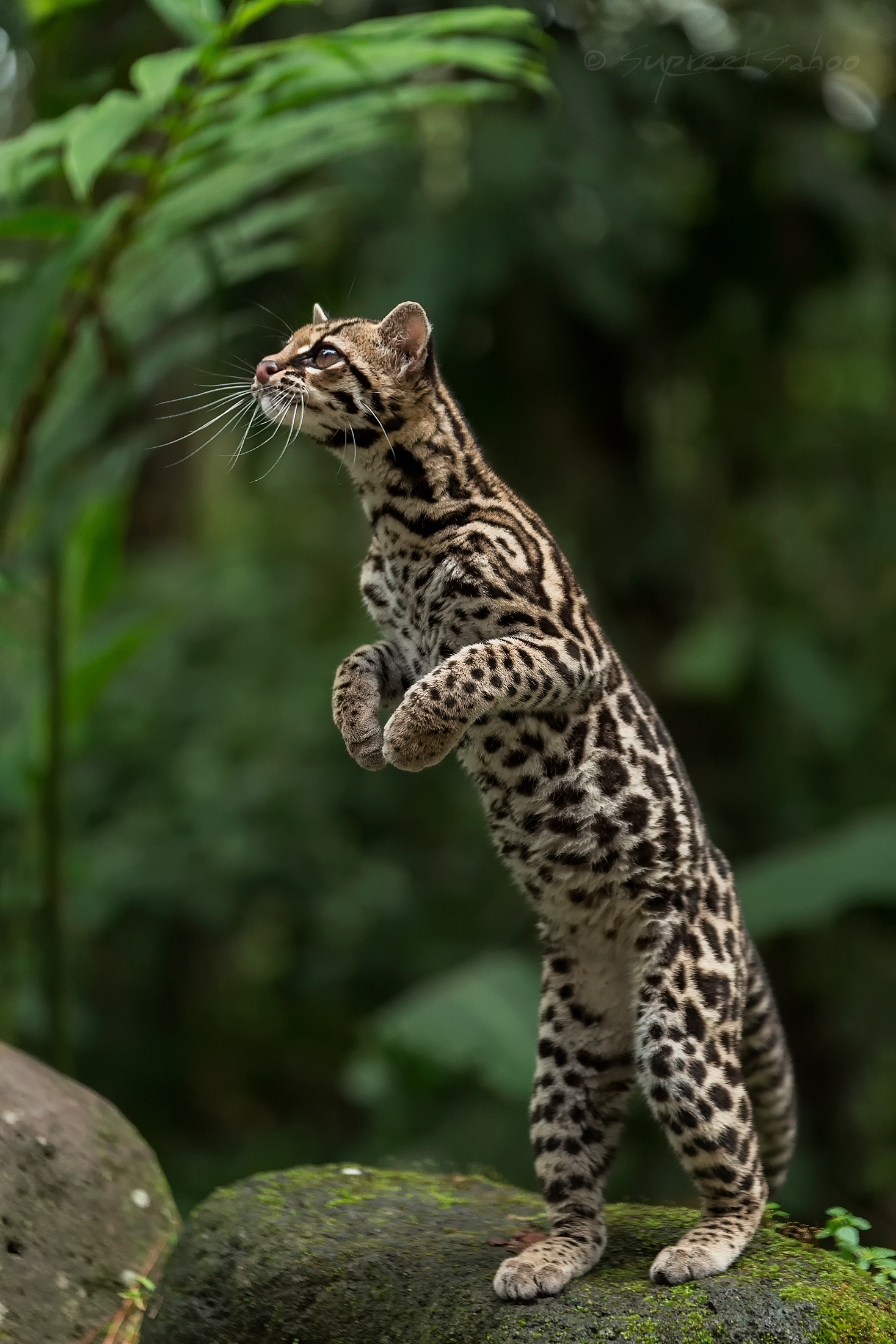
Ocelot nadrzewny żyje w lesie, tak jak tutaj w Kostaryce

Siedliskiem margaja jest las. Jest on bardziej z lasem związany niż jakikolwiek inny kotowaty kontynentu południowoamerykańskiego, zamieszkiwanego przez liczne inne gatunki, choćby ocelota wielkiego, pumę płową, jaguarundi czy wielkiego jaguara. Na północnym krańcu swego występowania, w Meksyku, zasiedla lasy przybrzeżne, tropikalne lasy liściaste, a także lasy wiecznie zielone, galeriowe. Badania z radioodbiornikami z Belize wykazały, że zwierzęta wybierały lasy wtórne. Z kolei w Wenezueli autorzy wspominają o nizinnych i wilgotnych lasach tropikalnych, wilgotnych lasach porastających pogórza, lasach mglistych, a nawet antropogenicznych plantacjach zakładanych celem pozyskania kawy czy kakao, zwłaszcza opuszczonych. Sanquist i Sanquist wspominają dalej kępy kserofitów w boliwijskim chaco, z Brazylii z kolei wymieniają zmodyfikowane przez człowieka obszary porosłe bambusem i plantacje palmy. Niemniej widuje się te ssaki także poza lasem, nie tylko w kępach drzew wśród sawanny, ale i na terenach otwartych. Wydaje się, że do obecności człowieka w pobliżu dostosowuje się ocelot nadrzewny słabo.
Kotowate są hiperdrapieżnikami, ograniczającymi się w zasadzie do pokarmu mięsnego. Nie stanowi tu wyjątku także ocelot nadrzewny. Poluje przede wszystkim na nadrzewne ssaki. Wymienia się wśród nich wiewiórkowate, dydelfowate i nadrzewne myszowate. Poluje także na ssaki naziemne, jak to czyni większość także nadrzewnych kotowatych. Tutaj wymienia się wśród ssaków również rozmaite myszowate, kawiowate, agutiowate, pakowate i króliki, a nawet niewielkie małpy. Prócz ssaków poluje ocelot nadrzewny na ptaki takie jak kusacze czy czubacze, na gady, jak jaszczurki, i płazy, nie gardzi także owadami. Przeciętna masa zdobyczy to 250 g. Zdobycz zwierzęcą uzupełnia jednakowoż owocami. 
Ocelot nadrzewny nawet w Amazonii występuje rzadziej, niźli to niegdyś oceniano. Zagęszczenie mieści się ogólnie w przedziale od 1 do 5 sztuk na 100 km², aczkolwiek zdarzają się niewielkie tereny, na których wartości te są znacznie większe, osiągają 15–25 margajów na 100 km².
Czynnikiem zmniejszającym zagęszczenie ocelotów nadrzewnych do wielkości niekiedy nie pozwalających na przetrwanie populacji jest obecność ocelotów wielkich, większego gatunku z tego samego rodzaju.

## Zagrożenia i ochrona
Ocelot nadrzewny jest gatunkiem bliskim zagrożenia wyginięciem. IUCN w 1982 uznało go za gatunek narażony na wyginięcie, co powtórzono w trzech kolejnych ocenach, by w 1994 dostrzec niedobór danych, a w 1996 uznać go za gatunek najniższego ryzyka, co utrzymano pod zmienioną nazwą w 2002. Za gatunek bliski zagrożenia uznano go w 2006, podtrzymując ocenę w 2015. W Kolumbii osiąga taki właśnie status. W Argentynie i Brazylii wymienia się go wśród narażonych na wyginięcie. W Meksyku i Kostaryce jest zagrożony wyginięciem. Chroniony przepisami konwencji waszyngtońskiej CITES (załącznik I). Efektywnie chroniony wydaje się być jedynie w Amazonii. Argentyna, Brazylia, Boliwia, Gujana Francuska, Gwatemala, Honduras, Kolumbia, Kostaryka, Meksyk, Nikaragua, Panama, Paragwaj, Peru, Surinam, Urugwaj i Wenezuela objęły go ochroną.
Całkowita liczebność gatunku spada. Na populację negatywnie wpływa ocelot wielki, którego obecność ogranicza zagęszczenie margaja. Jego siedliska są niszczone. W Amazonii buduje się drogi i tamy, lasy ulegają fragmentacji. Karczuje się je pod plantacje i pastwiska. Ponadto gatunek był intensywnie eksploatowany celem pozyskania skór, bardziej niż ocelot wielki. W 1977 zabito więcej margajów niż innych kotów neotropikalnych. W 1989 objęto go załącznikiem pierwszym CITES, zabraniając międzynarodowego handlu. To jednak nie zakończyło nielegalnych polowań, które ciągną się do tej pory. Ocelot nadrzewny poławiany bywa też celem trzymania jako zwierzę domowe. Ginie ponadto na drogach, zabijany jest również w odwecie za polowania na drób.